# Schierling
Schierling település Németországban, azon belül Bajorországban. Lakosainak száma 8532 fő (2023. december 31.). Schierling Rottenburg an der Laaber és Herrngiersdorf községekkel határos.

## Népesség
A település népessége az elmúlt években az alábbi módon változott:
| Lakosok száma | 1659 | 2751 | 3800 | 6322 | 7360 | 7490 | 7963 | 8083 | 8351 | 8532 |
|               | 1875 | 1950 | 1975 | 1987 | 2012 | 2014 | 2016 | 2017 | 2021 | 2023 |